# Marxa de les cotxes blaves
Marxa de les cotxes blaves (en txec Pochod modráčků), JW VII/9, és una peça breu, d'uns dos minuts de durada, composta el maig de 1924 per Leoš Janáček per la combinació instrumental de flabiol i piano.
Janáček es trobava en el darrer període creatiu en el qual també va escriure peces instrumentals de gran interès en terminis de temps molt curts. El 1924 va celebrar el seu setanta aniversari. En aquesta etapa tenia un reconeixement internacional com a operista i estava apassionadament enamorat de Kamila Stösslová, 38 anys més jove que ell. Aquests darrers anys de la seva vida, va crear diverses obres musicals amb les quals el compositor torna a l'època de la seva joventut.
Janáček utilitza aquesta marxa en una forma modificada en el 3r moviment del seu sextet de vent Joventut (JW VII/10).